# Journée mondiale du conte
La Journée mondiale du conte ('World Storytelling Day') est une célébration mondiale de l'art du conte oral. Elle est célébrée chaque année à l'équinoxe de mars, le (ou aux alentours du) 20 mars. Lors de la Journée mondiale du conte, autant de personnes que possible racontent et écoutent des histoires dans autant de langues et dans autant d'endroits que possible, au cours de la même journée et nuit. Les participants se racontent leurs événements afin de partager des histoires et de l'inspiration, d'apprendre les uns des autres et de créer des contacts internationaux.
L'importance de l'événement réside dans le fait qu'il s'agit de la première célébration mondiale de la narration de ce type et qu'il a joué un rôle important dans l'établissement de liens entre des conteurs travaillant souvent loin les uns des autres. Il a également été important pour attirer l'attention du public et des médias sur la narration en tant que forme d'art.
Le logo de la Journée mondiale du conte a été conçu par Mats Rehnman et est utilisé officiellement.

## Historique des événements
La Journée mondiale du conte trouve ses racines dans la journée nationale du conte en Suède, vers 1991-1992. À cette époque dans ce pays, une journée est organisée le 20 mars appelé Alla berättares dag (Journée de tous les conteurs). Le réseau national suédois de contes s'est éteint quelque temps après, mais la journée est restée vivante, célébrée dans tout le pays par différents passionnés. 
En 1997, des conteurs de Perth, en Australie-Occidentale, coordonnent une célébration des histoires durant cinq semaines, célébrant le 20 mars comme étant la Journée internationale des narrateurs oraux. Au même moment, au Mexique et dans d'autres pays d'Amérique latine, le 20 mars était déjà célébré comme la Journée nationale des conteurs.
Lorsque Ratatosk, le réseau Internet scandinave de contes a commencé vers 2001, les conteurs scandinaves commencent à raconter des histoires. En 2002, l'événement se propage alors de la Suède à la Norvège, au Danemark, à la Finlande et à l'Estonie. En 2003, l'idée se répand au Canada et dans d'autres pays. L'événement devient internationalement connu sous le nom de Journée mondiale du conte. À partir de 2004, la France participe à l'événement. 
L'édition de 2005 connait une grande finale le dimanche 20 mars. Il y a ainsi des événements organisés dans 25 pays sur les cinq continents. En 2006, le programme se développe encore davantage, et en 2007 un concert de contes a eu lieu pour la première fois à Terre-Neuve au Canada. 
En 2008, les Pays-Bas participent à la Journée mondiale du conte avec un grand événement appelé Vertellers in de Aanval le 20 mars ; trois mille enfants sont surpris ce jour-là par l'apparition soudaine de conteurs dans leurs classes.
Depuis 2009, les événements de la Journée mondiale du conte ont eu lieu en Europe, en Asie, en Afrique, en Amérique du Nord, en Amérique du Sud et en Australie.

## Thèmes

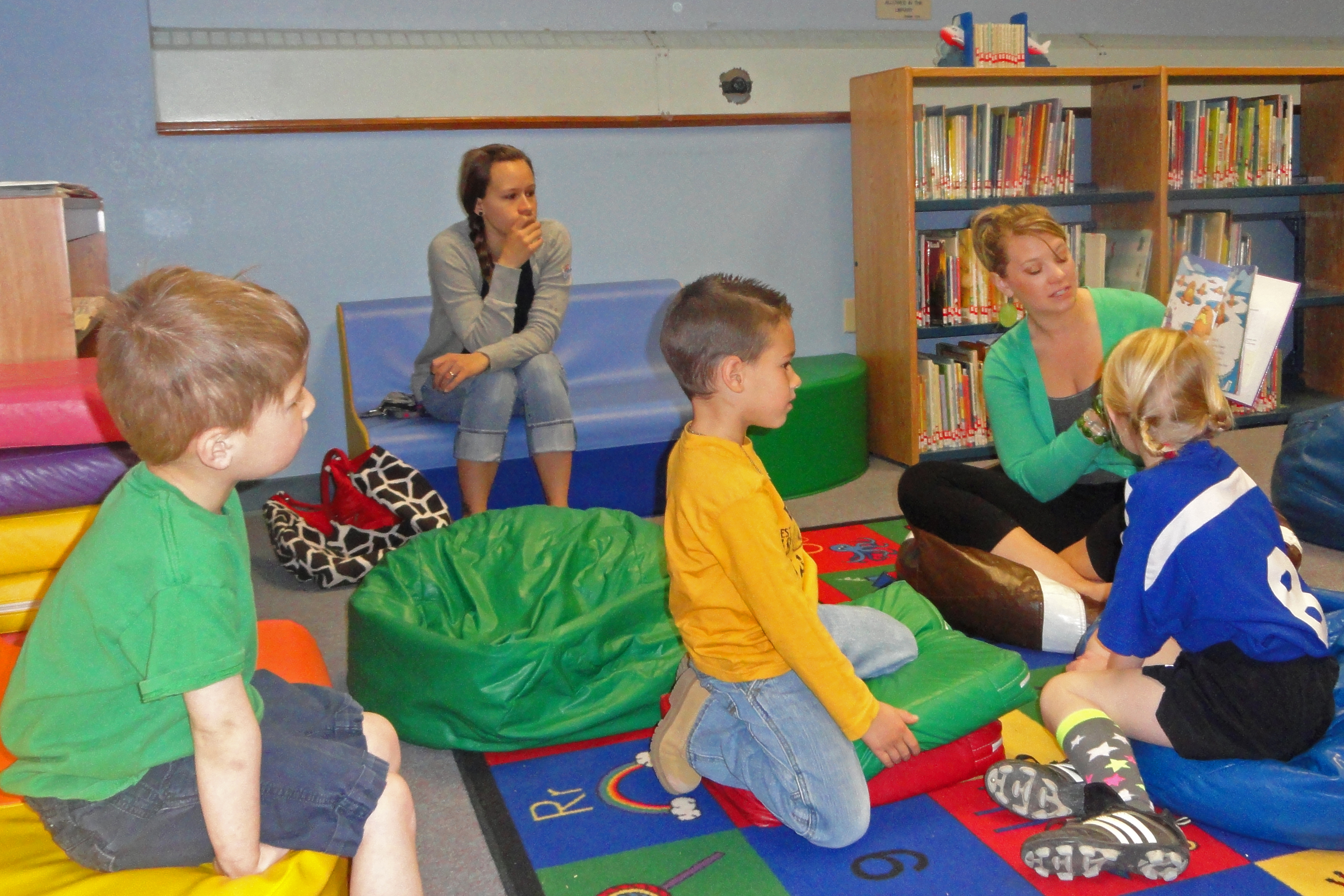
Meredith McKenzie, directrice des programmes pour enfants, fait la lecture à un groupe d'enfants pendant l'heure du conte à la Bibliothèque du lieutenant-général Stanley R. Mickelsen pour célébrer l'anniversaire du Dr Suess, à El Paso au Texas.

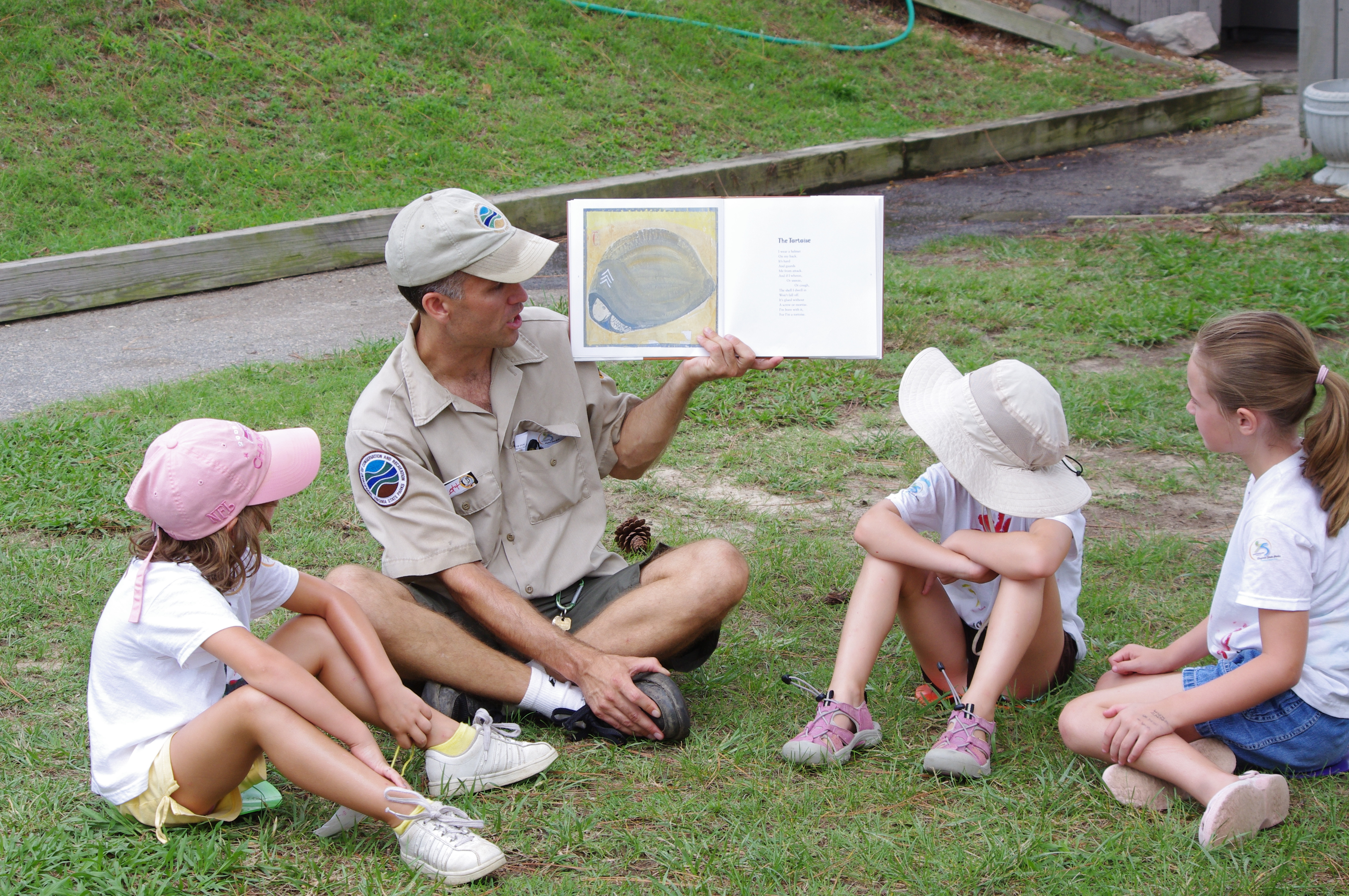
L'heure du conte.

Chaque année, de nombreux événements de narration individuels se déroulant partout sur la planète sont liés par un thème commun, identifié et approuvé par des conteurs du monde entier à l'aide de la liste de diffusion WSD et du groupe Facebook.
- 2004 - Les oiseaux
- 2005 - les ponts
- 2006 - la Lune
- 2007 - le vagabond
- 2008 - les rêves
- 2009 - les voisins
- 2010 - la lumière et l'ombre
- 2011 - l'eau
- 2012 - les arbres
- 2013 - la fortune et le destin
- 2014 - les monstres et dragons
- 2015 - les vœux
- 2016 - les Femmes fortes[7]
- 2017 - la transformation
- 2018 - les imbéciles sages
- 2019 - le mythes, légendes et épopées
- 2020 - les voyages[8]
- 2021 - les nouveaux commencements
- 2022 - Objets trouvés
- 2023 - Ensemble nous pouvons